# ハルトの戦い
ハルトの戦い (英語：the Battle of Hard) は、1499年2月20日にオーストリア・ブレゲンツの南東の町、ハルトで起こった戦闘。シュヴァーベン戦争における最初の大規模な戦闘で、皇帝マクシミリアン1世指揮下の神聖ローマ帝国とスイス同盟の間で繰り広げられた。主にシュヴァーベン同盟出身の1万人の帝国軍と少数のスイス傭兵（Reisläufer'と呼ばれた）が戦い、結果的にスイス軍が勝利を収めた。

## 経過
戦闘は1499年2月20日の朝方、寒くて霧がかった日に勃発した。戦闘地域は現オーストリアの最西端、ブレゲンツのほぼ南西であり、ちょうどボーデン湖の南東の方向にあたる。まず帝国軍は湖岸に位置するハルトの南方の町ヘキストとルステナウの間に前衛部隊を配備した。そしてその前衛部隊はライン川右岸を行進し、侵入するスイス軍の前衛部隊を攻撃してハルトの方へと後退させた。
スイス軍の報復攻撃を警戒した帝国軍は急いでラウテラッハの町の近くで臨戦態勢に入り、火砲を設置した。その間、スイス軍の本部は戦闘地域に到着し、帝国軍にその卓越した火砲を有利に使わせないため、巧みに攻撃縦隊を展開した。
両軍ともに主に歩兵で構成されており、多くはパイクと呼ばれる非常に長い槍で武装していた。またその他の兵もハルバードと呼ばれる棹状武器を持っており、これらを併せて非常に奥行きのある歩兵戦闘縦隊として配備された。小柄な男性はこの縦隊の周りで、クロスボウやアーキバスと呼ばれる初期の前装式銃を用いて戦った。帝国軍は砲兵隊と武装騎士小隊を持っていたが、彼らが戦場で馬に乗っていたのか、歩兵縦隊の間を歩行していたのかはわかっていない。
スイスの攻撃縦隊は帝国の陣地を急襲し、帝国砲兵の防御砲火の強さに苦戦するも強い闘争心によって前進、攻撃を続けた。スイス軍は帝国の歩兵縦隊と衝突したが、そのシュヴァーベン同盟軍にたちまち混乱を引き起こし、その後敗走させた。
シュヴァーベン同盟軍は撤退できず、結果としてたくさんの逃亡兵が虐殺された。このような敵の虐殺はスイス兵の慣習でもあったため、シュヴァーベン同盟兵はこの慣習を知り、パニックに陥ってブレゲンツに逃げた者もいれば、付近に停泊していた三艘の船に乗り込もうとした者もいた。しかし後者は戦闘の中で転覆して沈み、たくさんの逃亡する歩兵や騎士が溺死した。また隠れられる場所を探したものもいたが、厳しい寒さの中で夜を明かせるほどの装備もなく、野ざらしのまま死んでいった。勝利したスイス兵は組織的な追撃よりも略奪を追求し（これはスイス兵の別の習慣の一つでもある）、その杜撰な追撃の中で大きな威力を発揮した。しかし結局戦いの終盤には数千のシュヴァーベン兵の死骸が戦場に散らばり、最終的にはハルトの教会の外の大規模な墓地に埋葬された。